# Peter Faneuil

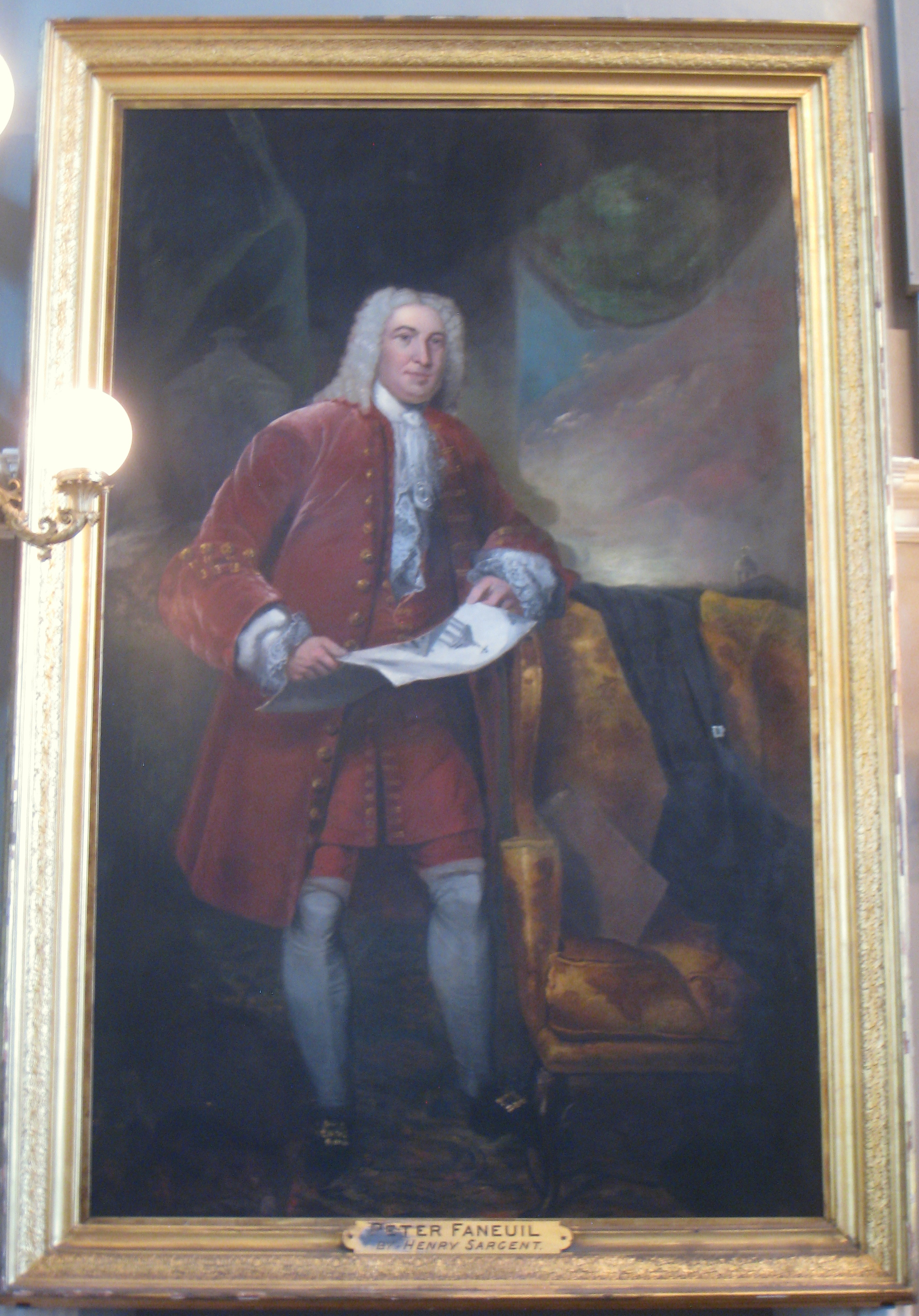
Porträt von Peter Faneuil (Maler: John Smibert)

Peter Faneuil (* 20. Juni 1700 in New Rochelle, Provinz New York; † 3. März 1743 in Boston) war ein reicher amerikanischer Kolonial-Kaufmann, Sklavenhändler und Philanthrop, der die Faneuil Hall an die Stadt Boston stiftete.

## Frühes Leben
Peter Faneuil war der älteste Sohn von Anne Bureau und Benjamin Faneuil, einer von drei Hugenotten-Brüdern, die mit großem finanziellen Reichtum nach der 1685 erfolgten Inkraftsetzung des Edikts von Fontainebleau aus Frankreich geflohen waren. Nach ihrer Emigration in die Vereinigten Staaten etwa ein Jahrzehnt vor Peter Faneuils Geburt waren sein Vater Benjamin und sein Onkel Andrew bereits zu einem frühen Zeitpunkt Siedler in New Rochelle. Im Jahr 1691 wurden sie als Freemen of Massachusetts Bay geehrt, und schon kurze Zeit später zog Andrew nach Boston. Benjamin heiratete Anne Bureau im Jahr 1699 und bekam mit ihr mindestens zwei Söhne und drei Töchter, die das Erwachsenenalter erreichten.
Über die Kindheit von Peter Faneuil ist nur wenig bekannt. Sein Vater starb 1719, als Peter Faneuil 18 Jahre alt war, und bald darauf zog Peter Faneuil mit seinem Bruder Benjamin Jr. und seiner Schwester Mary nach Boston. Ihr verwitweter und kinderloser Onkel Andrew war durch sein großes Handelsgeschick sowie durch kluge Investitionen in Bostoner Grundstücke und Gebäude zu einem der reichsten Männer in Neuengland geworden. Es ist nicht sichergestellt, ob er seine beiden Neffen formal adoptiert hat.
1728 wurde Peter Faneuil zum ersten Mal bekannt, als er seinem Schwager Henry Phillips dabei half, nach Frankreich zu fliehen, nachdem dieser Benjamin Woodbridge im ersten jemals stattgefundenen Duell in Boston getötet hatte.

## Tätigkeiten als Kaufmann
Peter Faneuil wurde Mitglied der Bostoner Kommission und stieg in das Transportgeschäft ein. Schnell bewies er, dass er ein kompetenter und geschickter Händler war, und unterstützte seinen Onkel bei lukrativen Geschäften unter anderem mit Antigua, Barbados, Spanien, den Kanarischen Inseln und England. Diese bilden dabei nur eine kleine Auswahl der Vielzahl der Orte, über die Korrespondenzen von Faneuil erhalten geblieben sind.
Peter Faneuil war ein großer Teilhaber am atlantischen Dreieckshandel, indem er Sklaven auf die British West Indies und im Gegenzug Melasse und Zucker zu den Dreizehn Kolonien transportierte. Er handelte mit Waren aus Europa und der Karibik, exportierte Rum, Fisch sowie Obst und Gemüse und betrieb sogar eigenen Schiffbau. Üblicherweise teilte er die Risiken für Schiff und Ladung bei transatlantischen und küstennahen Transporten mit anderen. Er berechnete 5 % für die Abwicklung von fremden Warensendungen und benutzte dazu fortgeschrittene Geschäftsmethoden. Ebenso führte er ausführlich Buch über alle seine Aktivitäten. Fischhändler hielten ihn über aktuelle Preisentwicklungen informiert und verbesserten seine Handelsbeziehungen weiter. Nicht alles davon war allerdings legal, und als 1736 sein Schiff Providence dabei abgefangen wurde, wie es Fisch und Öl gegen französisches Gold tauschte, beschwerte er sich darüber, dass ausschließlich die Launenhaftigkeit des Richters, eines „elenden Mannes“, daran schuld sei, dass ein fairer und ehrenhafter Händler wie er, der nie mit dem Gesetz in Konflikt gekommen sei, bestraft werde.
Der kinderlose Witwer Andrew Faneuil drohte aus unbekanntem Grund damit, jeden seiner beiden Neffen zu enterben, wenn diese jemals heiraten sollten. Benjamin Jr. zog allerdings die Ehe seinem Anteil am enormen Familienvermögen vor, das neben Schiffen, Geschäften und einem Anwesen in der Tremont Street auch einen Aktienanteil an der Ostindienkompanie im Wert von 14.000 Britischen Pfund umfasste. Während der Endphase der Krankheit von Andrew führte Peter Faneuil sowohl seine eigenen als auch die Geschäfte seines Onkels parallel weiter. Er selbst, dunkelhäutig, in seiner Statur untersetzt und seit seiner Kindheit körperlich behindert, blieb alleinstehend und erbte somit den Großteil des Familienvermögens, wodurch er – trotz ansehnlicher Beträge, die er an seine Schwestern weitergab – zu einem der reichsten Männer in Amerika wurde und in einem opulenten und prächtigen Anwesen in der Bostoner Beacon Street lebte, das auch heute noch vorhanden ist.
In den fünf Jahren, die ihm nach dem Tod seines Onkels im Februar 1738 noch blieben, lebte er frei nach dem Namen eines seiner besten Schiffe, der Jolly Batchelor (dtsch. „Der neckische Junggeselle“). Er informierte seine Geschäftspartner in London über den Tod seines Onkels und bat zugleich um die Zusendung von fünf Schläuchen Madeira: „Da dieser Wein für mich selbst gedacht ist, bitte ich Sie sicherzustellen, dass ich den besten bekomme, der verfügbar ist.“ Kurze Zeit später beauftragte er einen „stattlichen Streitwagen“, der mit dem Familienwappen geschmückt sein sollte. Als Kutscher verlangte er einen Fahrer, der „nicht durch starke Getränke wie Rum usw. verdorben ist“, wie dies bei den meisten europäischen Bediensteten der Fall sei. Er fragte auch nach „dem aktuellsten und besten Buch über die verschiedenen Varianten der Kochkunst, das Gott behüte über die größten Buchstaben verfüge, damit die Magd es auch lesen kann.“

## DieFaneuil Hallund weitere Geschenke

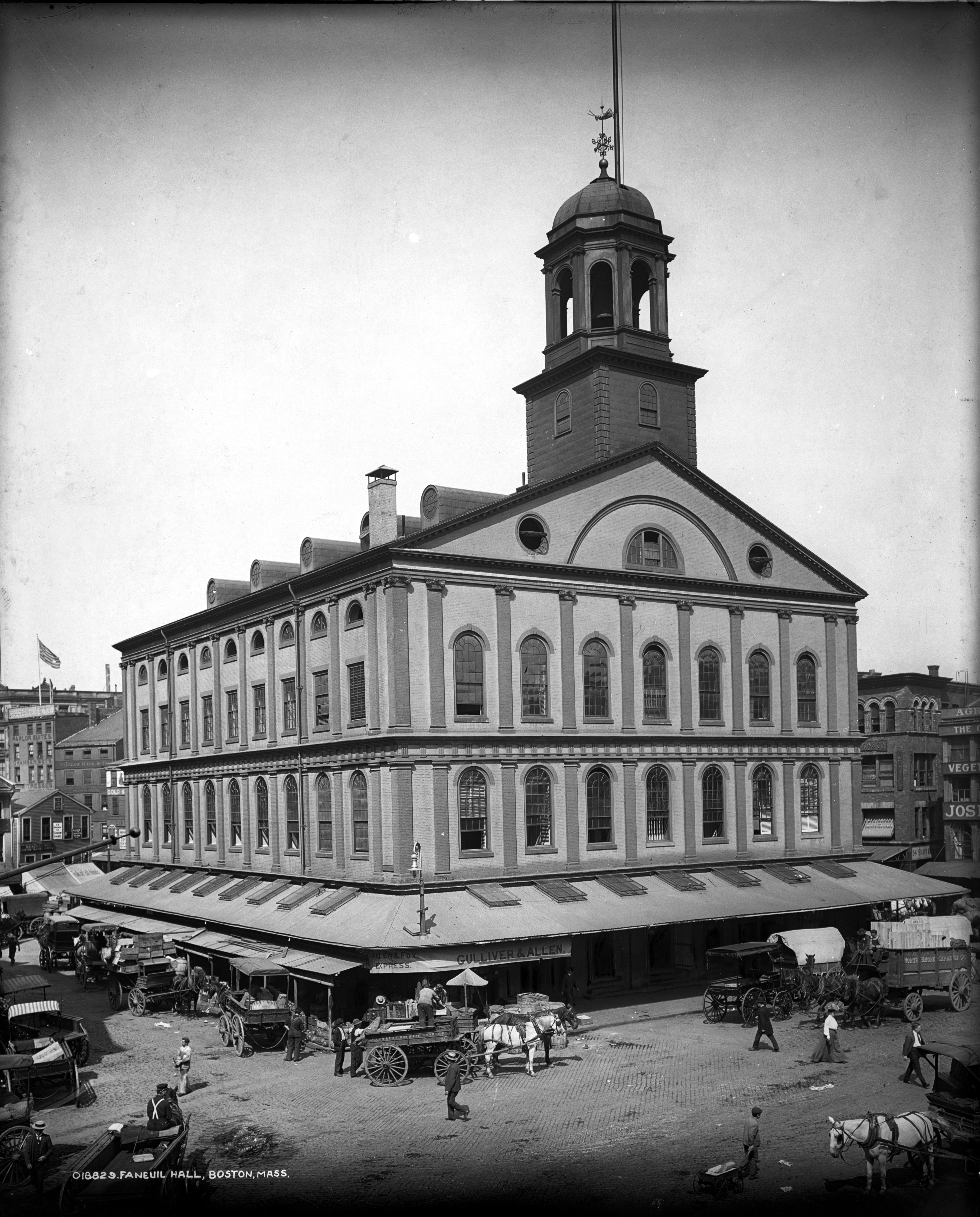
Die Faneuil Hall ca. 1890–1906

Besonders erwähnenswert ist die Faneuil Hall, die Peter Faneuil der Stadt Boston schenkte und die im September 1742 eröffnet wurde, kaum sechs Monate vor seinem Tod. Im Juli 1740 hatte Faneuil der Stadt angeboten, eine große Markthalle zu errichten. Diese Offerte wurde jedoch sehr kontrovers behandelt, da die Bostoner seit der Jahrhundertwende darüber diskutiert hatten, ob ein zentraler Marktplatz besser sei als der Hausierhandel in den Straßen, der zwar die Waren bis vor die Tür brachte, aber auch mit Nachteilen wie beispielsweise lärmenden Hausierern mit Handkarren und höheren Preisen einherging.
Zuvor von der Stadt errichtete Marktplätze waren 1737 von einem als Geistliche verkleideten Mob zerstört worden. Die Volksversammlung stimmte mit 367 Ja- zu 360 Neinstimmen denkbar knapp für die Annahme des Angebots von Peter Faneuil. Die Bauzeit des Gebäudes betrug zwei Jahre. Nach dem Tod von Faneuil wurde es nach ihm benannt. 1761 brannte es völlig aus; zwar blieben die Außenwände erhalten, aber das Innere musste vollständig erneuert werden. Im Vorfeld der Amerikanischen Revolution tagte hier regelmäßig die Volksversammlung, um gegen die Britische Politik zu protestieren. Der Raum über den Marktständen wurde zum Regierungszentrum, in dem so viele Treffen zur Vorbereitung der Revolution stattfanden, dass die Faneuil Hall als Cradle of Liberty (Wiege der Freiheit) bekannt wurde. Die Halle steht heute noch, wird aber vom Komplex des Quincy Market in den Schatten gestellt, der im 19. Jahrhundert hinter der Faneuil Hall errichtet wurde.
Trotz seines ausschweifenden Lebensstils wird Peter Faneuil sowohl durch Zeitgenossen als auch durch die Nachwelt als öffentlicher Wohltäter hoch gelobt. John Lovell, der seine Grabrede hielt, wird mit den Worten zitiert, dass Faneuil „den Hungrigen zu essen und den Nackten Kleidung gab. Er tröstete die Vaterlosen und die Witwen in ihrer Not“. In einem Nachruf wird er als „Gentleman, gesegnet mit großem Reichtum und einem selbstlosen Geist“ beschrieben, dessen „noble Wohltätigkeit und [...] fortdauernde Beschäftigung einer Vielzahl von Händlern, Handwerkern und Arbeitern, denen er stets ein liberaler Zahlmeister war, sein Leben zu einem Segen für die Öffentlichkeit und seinen Tod zu einem großen Verlust machten.“ In seinem konkreten Fall war eine derartige Lobpreisung jedoch mehr als routinierte Höflichkeit für kürzlich Verstorbene, da er großzügige Spenden an die Episcopal Charitable Society zur Weitergabe an die Familien der verstorbenen Geistlichen der Bostoner Trinity Church, der er selbst angehörte, leistete. Ebenso war er Schatzmeister des Projekts zum Bau der King’s Chapel. Anderen reichen Anglikanern aus Boston fehlte jedoch offenbar sein Eifer, denn das Projekt kam während der nächsten fünf Jahre nach seinem Tod und trotz seines Geschenks in Höhe von 200 Pfund Sterling (entspricht heute einer Kaufkraft von ca. 35.400 Pfund) nur schleppend voran.

## Nach seinem Tod
Faneuil starb 1743 in Boston an einem Ödem und wurde auf dem Granary Burying Ground begraben. Weiterhin unverheiratet hinterließ er sein gesamtes Vermögen, darunter fünf schwarze Sklaven und 195 Dutzend Weinflaschen, seiner Schwester Mary und seinem Bruder Benjamin Jr., der sich später den Loyalisten anschloss und ironischerweise das Erbe seines Onkels weitaus mehr genoss als sein kurzlebiger Bruder.
Der Historiker Lucius M. Sargent aus dem 19. Jahrhundert schreibt über Peter Faneuil, dass er „prunkvoll wie ein Adliger, gastfreundlich wie ein Bischof und wohltätig wie ein Apostel gelebt“ habe.